# Mühlhof (Neuendettelsau)
Mühlhof ist ein Wohnplatz der Gemeinde Neuendettelsau im Landkreis Ansbach (Mittelfranken, Bayern). Mühlhof zählt zum Gemeindeteil Neuendettelsau.

## Geografie
Die vier Häuser liegen an der Schlauersbacher Straße (= Kreisstraße AN 14) und tragen die Haus-Nr. 27, 27b, 29 und 30. Die Kreisstraße verläuft nach Neuendettelsau (1,4 km nordöstlich) bzw. nach Schlauersbach zur Staatsstraße 2223 (1,5 km südwestlich). Südlich des Mühlhofs entspringt der Helmbrechtsgraben, ein linker Zufluss der Fränkischen Rezat. 0,5 km südlich des Orts liegt der Heuberg (435 m ü. NHN).

## Geschichte
Der ursprüngliche Mühlhof wurde 1874 von einem Herrn Körber errichtet und ist entgegen der Namensgebung keine Mühle. Den Namen erhielt der Hof, weil er am Mühlweg lag, der von Ziegendorf nach Bechhofen führte, wo es eine Kornmühle gab. Ursprünglich war es das Haus-Nr. 66b von Neuendettelsau. Im Jahr 1878 war ein Herr Sperber Eigentümer, 1888 Christof Schmidt, 1919 dessen Sohn Peter Schmidt, später dessen Schwiegersohn Hans Schmidt aus Immeldorf, der mit Margarete, geborene Schmidt verheiratet war.

## Religion
Die Einwohner evangelisch-lutherischer Konfession sind nach St. Nikolai (Neuendettelsau) gepfarrt, die Einwohner römisch-katholischer Konfession nach St. Franziskus (Neuendettelsau).